# Reganochromis calliurus
Reganochromis calliurus (Syn.: Paratilapia calliura) ist eine afrikanische Buntbarschart, die endemisch im ostafrikanischen Tanganjikasee vorkommt. Es ist die einzige Art der Gattung Reganochromis, die zu Ehren des britischen Ichthyologen Charles Tate Regan benannt wurde. Das Art-Epitheton calliurus setzt sich aus den griechischen Worten „callos“ (= Schönheit, Zierde) und „oura“ (=Schwanz) zusammen.

## Merkmale
Reganochromis calliurus hat einen stark langgestreckten, seitlich abgeflachten Körper und wird 15 cm lang. Der Kopf ist klein, das Maul spitz und durch den vorstehenden Unterkiefer leicht oberständig. Es ist relativ groß, kann weit vorgestülpt werden, ist dann röhrenförmig und hat einen Durchmesser von 7 bis 8 mm. Reganochromis calliurus ist silbrig mit waagerechten Reihen stark glänzender, perlmuttfarbener Schuppen und einem helleren Bauch. Die unpaaren Flossen sind transparent mit dunklem Rand. Der hintere Abschnitt von Rücken- und Afterflosse sowie die Schwanzflosse sind gelb/schwarz gestreift. Die Rückenflosse hat 14 bis 18 Flossenstacheln, die Afterflosse 3. Die Schwanzflosse ist fächerförmig und eingebuchtet. Die äußeren Strahlen der Bauchflossen sind länger als die inneren. In den Kiefern befinden sich 3 bis 4 Reihen kleiner, konischer Zähne, wobei die äußeren Zähne größer sind. Die Zähne auf der Pharyngealia sind sehr schmal und leicht konisch. Die Anzahl der Kiemenrechen liegt bei 13 bis 15.
- Schuppenformel: LR 51-59; SL 27-29/9-19.

## Lebensweise
Reganochromis calliurus lebt über Sandböden in Ufernähe in tieferen Bereichen mindestens bis in Tiefen von 60 Metern. Er ernährt sich von allerlei Wirbellosen, hauptsächlich von Garnelen, anderen kleinen Krebstieren und Jungfischen. Die Fische sind Maulbrüter, bei denen sich Männchen und Weibchen bei der Brutpflege abwechseln (biparental). Die bis zu 60 bis 200 Eier pro Gelege sind relativ groß (⌀ 2 bis 2,5 mm).